# Hooten & the Lady
Hooten & the Lady, conocida como Cazadores de leyendas en España, es una serie de televisión de Sky 1 que sigue las aventuras de dos cazadores de tesoros, el estadounidense  Ulysses Hooten (Michael Landes) y la británica Lady Alex Lindo-Parker (Ophelia Lovibond). Se estrena en España el 20 de noviembre de 2016 en el canal Cosmopolitan TV.

## Sinopsis
Viajando juntos en busca de tesoros perdidos, a pesar de su incompatibilidad inicial, dos intrépidos exploradores vivirán muchas aventuras. Desde el campamento perdido de Percy Fawcett en el Amazonas o atravesando Siberia buscando el Huevo de Fabergé número 51, estos dos aventureros se enfrentan a todo tipo peligros en su búsqueda incansable por descubrir la verdad detrás de mitos y leyendas. Viajarán desde las nevadas montañas del Himalaya en un intento de encontrar el único pergamino escrito por Buda y también a Roma para encontrar los Libros sibilinos. Incluso se atreverán con la búsqueda de la tumba perdida de Alejandro Magno en Alejandría.

## Reparto
- Michael Landes como Ulysses Hooten.
- Ophelia Lovibond como Lady Alex Lindo-Parker.
- Jessica Hynes como Ella Bond.
- Shaun Parkes como Clive Stephenson.
- Jane Seymour como Lady Lindo-Parker.

## Episodios
| N.º | Título          | Dirigido por      | Escrito por     | Fecha de emisión original | Audiencia (millones) |
| --- | --------------- | ----------------- | --------------- | ------------------------- | -------------------- |
| 1   | «The Amazon»    | Colin Teague      | Tony Jordan     | 16 de septiembre de 2016  | 1.20                 |
| 2   | «Rome»          | Colin Teague      | James Payne     | 23 de septiembre de 2016  | 0.80                 |
| 3   | «Egypt»         | Justin Molotnikov | Richard Zajdlic | 30 de septiembre de 2016  | 0.62                 |
| 4   | «Bhutan»        | Justin Molotnikov | Jeff Povey      | 7 de octubre de 2016      | 0.71                 |
| 5   | «Ethiopia»      | Andy Hay          | Karla Crome     | 14 de octubre de 2016     | 0.50                 |
| 6   | «Moscow»        | Julian Holmes     | Sarah Phelps    | 21 de octubre de 2016     | 0.65                 |
| 7   | «Cambodia»      | Daniel O'Hara     | Richard Zajdlic | 28 de octubre de 2016     | 0.71                 |
| 8   | «The Caribbean» | Daniel O'Hara     | Tony Jordan     | 4 de noviembre de 2016    | 0.81                 |

## Enlaces
- Hooten & the Lady en Internet Movie Database (en inglés).

- Datos: Q27536549